# Led Zeppelin (box set)
Led Zeppelin (znany jako Led Zeppelin (Box Set)) – zestaw utworów angielskiego zespołu rockowego Led Zeppelin, zawierający przetworzone cyfrowo popularne utwory na 4 płytach CD, wydany w 1990.

## Lista utworów

### Dysk 1
1. "Whole Lotta Love"
2. "Heartbreaker"
3. "Communication Breakdown"
4. "Babe I’m Gonna Leave You"
5. "What Is and What Should Never Be"
6. "Thank You"
7. "I Can't Quit You Baby"
8. "Dazed and Confused"
9. "Your Time Is Gonna Come"
10. "Ramble On"
11. "Travelling Riverside Blues" (wcześniej wydany)
12. "Friends"
13. "Celebration Day"
14. "Hey Hey What Can I Do" (utwór niewydany wcześniej na albumie)
15. "White Summer/Black Mountain Side" (wcześniej niewydany)

### Dysk 2
1. "Black Dog"
2. "Over the Hills and Far Away"
3. "Immigrant Song"
4. "The Battle of Evermore"
5. "Bron-Y-Aur Stomp"
6. "Tangerine"
7. "Going to California"
8. "Since I’ve Been Loving You"
9. "D’yer Mak’er"
10. "Gallows Pole"
11. "Custard Pie"
12. "Misty Mountain Hop"
13. "Rock and Roll"
14. "The Rain Song"
15. "Stairway to Heaven"

### Dysk 3
1. "Kashmir"
2. "Trampled Under Foot"
3. "For Your Life"
4. "No Quarter"
5. "Dancing Days"
6. "When the Levee Breaks"
7. "Achilles Last Stand"
8. "The Song Remains the Same"
9. "Ten Years Gone"
10. "In My Time of Dying"

### Dysk 4
1. "In the Evening"
2. "Candy Store Rock"
3. "The Ocean"
4. "Ozone Baby"
5. "Houses of the Holy"
6. "Wearing and Tearing"
7. "Poor Tom"
8. "Nobody's Fault But Mine"
9. "Fool in the Rain"
10. "In the Light"
11. "The Wanton Song"
12. "Moby Dick"/"Bonzo's Montreux" (wcześniej niewydany w tej formie)
13. "I'm Gonna Crawl"
14. "All My Love"